# Manuel Amador Guerrero

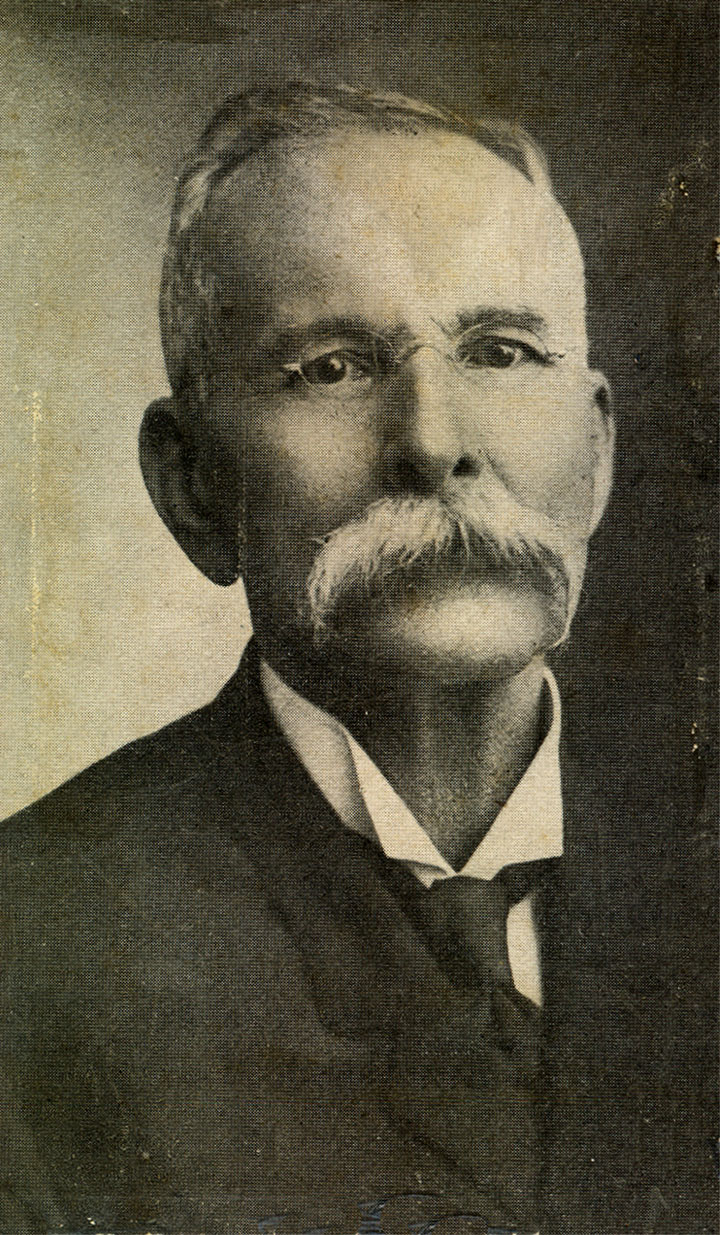
Manuel Amador Guerrero

Manuel Amador Guerrero (* 30. Juni 1833 in Turbaco, Departamento de Bolívar, Republik Neugranada; † 2. Mai 1909 in Panama-Stadt, Panama) war der erste Staatspräsident von Panama.

## Leben
Guerrero war Mitglied der konservativen Partei, medizinischer Offizier in der panamaischen Armee und 1903 Anführer der von den Vereinigten Staaten unterstützten Revolution gegen Kolumbien. Am 20. Februar 1904 wählte der Verfassungskonvent Manuel Amador Guerrero einstimmig zum Präsidenten der Republik Panama. bis zum 1. Oktober 1908 war er Staatspräsident der neuen Republik. In seine Amtszeit fällt der Beginn des Baus des Panamakanals durch die Vereinigten Staaten.
Sein Nachfolger als Staatspräsident wurde José Domingo de Obaldía.
Der Orden de Manuel Amador Guerrero, die höchste von Panama zu vergebende Auszeichnung, wurde nach ihm benannt.